# 大谷口 (さいたま市)
大谷口（おおやぐち）は、埼玉県さいたま市の大字。南区と緑区にまたがる。郵便番号は南区が336-0042、緑区が336-0934。

## 地理
さいたま市南区の東部・さいたま市緑区の南部に位置する。小さな飛地が大字円正寺の北側、大谷口中学校の北東側付近、大字中尾の中尾神社の東側に存在する。現在は大谷口・太田窪土地区画整理事業によって道路が整備され、住宅が増えている。人口増加と都市機能整備が進んだことから、武蔵野線南浦和駅と東浦和駅の中間に位置する明花地区に新駅を建設する構想があり、緑区役所も明花地区に新駅ができることを想定し現在の位置に建設を決定した経緯がある。さいたま市南区コミュニティバスの終点は明花となっており、将来の駅開業を意識したルート設定にするなどの準備がなされている。
縄文前期の東中尾遺跡、縄文中・後期の明花遺跡が地区内にある。

### 河川
- 見沼代用水西縁
- 明花落

### 地価
住宅地の地価は、2022年（令和4年）1月1日の公示地価によれば、大字大谷口字細野990番14の地点で19万8000円/m2となっている。

## 歴史
もとは江戸期より存在した武蔵国足立郡木崎領に属する大谷口村であった。元禄年間に柳崎村・中尾・井沼方とともに1村から分村され成立したと云う。
- 発足時は幕府領で以降変遷なし[5]。なお、検地は1623年（元和9年）および1690年（元禄3年）に行われていた。
- 幕末時点では足立郡大谷口村であった。明治初年の『旧高旧領取調帳』の記載によると、代官大竹左馬太郎支配所が管轄する幕府領であった。氷川社の社領も存在した[注釈 3]。
- 1868年（慶応4年）6月19日 - 幕府領が武蔵知県事・山田政則（忍藩士）の管轄となる。
- 1869年（明治2年） 
  - 1月13日 - 武蔵知県事・宮原忠英の管轄区域に大宮県を設置。県庁は東京府馬喰町に置かれる。
  - 9月29日 - 県庁が浦和に置かれ浦和県に改称。
- 1871年（明治4年）11月13日 - 第1次府県統合により埼玉県の管轄となる。
- 1879年（明治12年）3月17日 - 郡区町村編制法により成立した北足立郡に属す。郡役所は浦和宿に設置。
- 1889年（明治22年）4月1日 - 町村制施行に伴い、大谷場村・太田窪村・大谷口村・広ヶ谷戸村・円正寺村・原山新田が合併し、谷田村が成立[8]。谷田村の大字大谷口となる。
- 1932年（昭和7年）4月1日 - 谷田村が木崎村とともに浦和町へ編入され[8][9]、浦和町の大字となる。
- 1934年（昭和9年）2月11日 - 浦和町が市制を施行して浦和市となり[8][9]、同市の大字となる。
- 1957年（昭和32年） - 県営浦和細野住宅（50戸）が建設される。また、市営細野住宅（95戸）が1967年（昭和42年）にかけて建設される[5]。
- 1963年（昭和38年）10月15日 - 一部を施行区域に含む中丸土地区画整理事業の事業計画決定が告示される[10]。
- 1966年（昭和41年）
  - 3月23日 - 前日に中丸土地区画整理事業の換地処分の公告が行われた[10]ことに伴い、地番変更が行われる。
  - この年、大字中尾の一部が大字大谷口に編入される。また、大字大谷口の一部が大字中尾に編入される[5]。
- 1967年（昭和42年）
  - 9月1日 - 住居表示実施により、大字大谷口・大字原山新田・大字太田窪の各一部から原山一丁目・四丁目が成立。また、大字大谷口・大字太田窪・大字原山新田の各一部から太田窪三丁目が成立[5][11]。
  - 9月26日 - 一部を施行区域に含む[12]東浦和第二土地区画整理事業および浦和南部土地区画整理事業の都市計画決定が告示される[10]。
- 1973年（昭和48年）5月26日 - 一部を施行区域に含む大谷口第一土地区画整理事業の事業計画決定が告示される[10]。
- 1978年（昭和53年）9月17日 - 前日に大谷口第一土地区画整理事業の換地処分の公告が行われた[10]ことに伴い、地番変更が行われる。
- 1980年（昭和55年）1月4日 - 一部を施行区域に含む大谷口第二土地区画整理事業の事業計画決定が告示される[10]。
- 1982年（昭和57年）1月6日 - 浦和南部土地区画整理事業の事業計画決定が告示される[10]。
- 1989年（平成元年）3月15日 - 前日に大谷口第二土地区画整理事業の換地処分の公告が行われた[10]ことに伴い、地番変更が行われる。
- 1991年（平成3年）6月29日 - 前日に浦和南部土地区画整理事業の換地処分の公告が行われた[10]ことに伴い、地番変更が行われる。
- 1995年（平成7年）
  - 10月6日 - 一部を施行区域に含む大谷口・太田窪土地区画整理事業の都市計画決定が告示される[10]。
  - 12月22日 - 大谷口・太田窪土地区画整理事業の事業計画決定が告示される[10]。
- 1998年（平成10年）12月15日 - 東浦和第二土地区画整理事業の事業計画決定が告示される[10]。
- 2001年（平成13年）5月1日 - 浦和市・大宮市・与野市が合併し、さいたま市が発足。同市の大字となる。
- 2003年（平成15年）4月1日 - さいたま市が政令指定都市に移行し、同市南区および緑区の大字となる。
- 2012年（平成24年）12月26日 - 東浦和駅北通り線のうち、第二産業道路（埼玉県道1号さいたま川口線）から土地区画整理事業区域境までの232 mが供用開始[13]。これにより同線は全線供用となる[13]。

## 小字
細野、東中尾、向、向原、明花、坊の在家などがある。

## 世帯数と人口
2017年（平成29年）9月1日時点の世帯数と人口は以下のとおりである。
| 行政区 | 大字       | 世帯数    | 人口     |
| ------ | ---------- | --------- | -------- |
| 南区   | 大字大谷口 | 7,018世帯 | 16,917人 |
| 緑区   | 大字大谷口 | 95世帯    | 204人    |
| 計     | 計         | 7,113世帯 | 17,121人 |

## 小・中学校の学区
市立小・中学校に通う場合、学区（校区）は以下のとおりとなる。
| 区域 | 小学校                   | 中学校                   |
| --- | ------------------------ | ------------------------ |
| 1番地 - 1468番地1、1470 - 1470番地1、1470番地3 - 1471番地1 1482番地 - 1483番地1・2、1483番地4 - 1519番地、1561 - 1585番地 1586番地2・3、1599 - 1602番地、1645 - 1676番地1 1709番地 - 1760番地2、1760番地4・5、1768 - 1770番地 2331 - 2335番地、2471番地 - 2471番地1、2471番地3 - 2557番地 2558番地2、3045 - 3170番地、3233 - 5175番地            | さいたま市立大谷口小学校 | さいたま市立大谷口中学校 |
| 1468番地2 - 1469番地、1470番地2、1471番地2 - 1481番地 1483番地3、1520 - 1560番地、1586番地 - 1586番地1 1586番地4 - 1598番地、1603 - 1644番地、1676番地2 - 1708番地 1760番地3、1760番地7 - 1767番地、1771 - 1820番地 1830番地2 - 1934番地、1991 - 1993番地、1997・1998番地 1999番地2、2010番地2、2036 - 2161番地、3171 - 3208番地 5667 - 5808番地 | さいたま市立善前小学校   | さいたま市立大谷口中学校 |
| 1821 - 1830番地1、1935 - 1990番地、1994 - 1996番地 1999・1999番地1、1999番地3 - 2010番地1、2010番地3 - 2035番地 2162 - 2330番地、2336 - 2470番地、2471番地2 2558番地 - 2558番地1、2558番地3 - 2942番地、2987 - 3044番地 3209 - 3232番地、5176 - 5666番地                                                                                         | さいたま市立向小学校     | さいたま市立大谷口中学校 |
| 2943 - 2986番地 | さいたま市立中尾小学校   | さいたま市立東浦和中学校 |

## 交通

### 鉄道
- 東日本旅客鉄道（JR東日本）武蔵野線
  - 線路が敷設されているが、駅は開設されていない。

### 道路
- 埼玉県道1号さいたま川口線（第二産業道路）
- 埼玉県道35号川口上尾線（産業道路）
- 東浦和駅北通り線
- 東浦和駅南通り線
- はなみずき通り
- かえで通り

## 寺社
- 大谷口氷川神社
- 信成院
- 向観音堂
- 地蔵堂 - 3044番地に立地

## 公園
- 篠堤公園
- 大谷口公園
- 大谷口細野公園
- 明花公園
- 浦和向公園
- 東中尾公園
- 大谷口向自然緑地

## 施設
- さいたま市立向小学校
- はとり幼稚園
- 大谷口保育園 - 谷田公民館に併設
- 向こころ保育園
- さいたま市立谷田公民館
- さいたま市消防局南消防署東浦和出張所
- さいたま市立東浦和公民館
- 市営大谷口細野団地
  - 県営大谷口細野団地も存在する[16]。
- うらわイーストシティかつら街
- うらわイーストシティけやき街
- うらわイーストシティひのき街